# HD 73267
HD 73267 — звезда, которая находится в созвездии Компас на расстоянии около 179 световых лет от нас. Вокруг звезды обращается как минимум одна планета.

## Характеристики
HD 73267 по своим характеристикам напоминает наше Солнце: это типичный жёлтый карлик с массой и диаметром, равными 0,89 и 1,04 солнечных соответственно. Температура поверхности составляет около 5317 градусов по Кельвину; возраст звезды оценивается в 7,4 миллиарда лет.

## Планетная система
В 2008 году командой астрономов, работающих в рамках программы по поиску планет с помощью спектрографа HARPS, было объявлено об открытии планеты HD 73267 b в системе. Это газовый гигант, превосходящий по массе Юпитер в 3 раза. Планета обращается на расстоянии 2,2 а. е. от родительской звезды, совершая полный оборот за 1260 дней. Открытие было совершено методом Доплера.